# Л-11 «Свердловець»
| Л-11 «Свердловець»                                                                     | Л-11 «Свердловець» | Л-11 «Свердловець» |
| -------------------------------------------------------------------------------------- | --- | --- |
| Л-11                                                                                   | | |
|                                                                                        | | |
| Схематичне зображення підводного човна типу «Ленінець» серії XI (II-біс)               | | |
| Верф                                                                                   | завод № 198, Миколаїв/завод № 199, Комсомольськ-на-Амурі | завод № 198, Миколаїв/завод № 199, Комсомольськ-на-Амурі |
| Під прапором                                                                           | СРСР | СРСР |
| Належність                                                                             | Військово-морський флот СРСР | Військово-морський флот СРСР |
| Порт приписки                                                                          | Владивосток, Бухта Крашеніннікова | Владивосток, Бухта Крашеніннікова |
| Закладений                                                                             | 10 червня 1934 | 10 червня 1934 |
| Спуск на воду                                                                          | 4 грудня 1936 | 4 грудня 1936 |
| Введений до складу флоту                                                               | 5 листопада 1938 | 5 листопада 1938 |
| Перейменований                                                                         | Б-11 | Б-11 |
| Виведений зі складу флоту                                                              | 20 лютого 1959 | 20 лютого 1959 |
| На службі                                                                              | 1938—1959 | 1938—1959 |
| Сучасний статус                                                                        | 12 березня 1959 року списаний на брухт | 12 березня 1959 року списаний на брухт |
| Бойовий досвід                                                                         | Друга світова війна Радянсько-японська війна * Південно-Сахалінська операція ** Десант у порт Маока | Друга світова війна Радянсько-японська війна * Південно-Сахалінська операція ** Десант у порт Маока |
| Проєкт                                                                                 | | |
| Тип ПЧ                                                                                 | підводний мінний загороджувач | підводний мінний загороджувач |
| Вартість                                                                               | 16,4 млн руб. (реальна вартість — 22 млн руб.) | 16,4 млн руб. (реальна вартість — 22 млн руб.) |
| Основні характеристики                                                                 | | |
| Швидкість (надводна)                                                                   | 14,5 вузлів | 14,5 вузлів |
| Швидкість (підводна)                                                                   | 8,5 вузлів | 8,5 вузлів |
| Робоча глибина занурення                                                               | 75 м | 75 м |
| Гранична глибина занурення                                                             | 90 м | 90 м |
| Дальність плавання                                                                     | надводна: 3 400 миль (6 300 км) на швидкості 14 вузлів (25,9 км/год) або 7 500 миль (13 900) на 10 вузлах підводна: 12,8 миль (23,7 км) на швидкості 8,5 вузлів (15,7 км/год) або 135 миль (250) на 2,5 вузлах | надводна: 3 400 миль (6 300 км) на швидкості 14 вузлів (25,9 км/год) або 7 500 миль (13 900) на 10 вузлах підводна: 12,8 миль (23,7 км) на швидкості 8,5 вузлів (15,7 км/год) або 135 миль (250) на 2,5 вузлах |
| Автономність плавання                                                                  | 28 діб | 28 діб |
| Екіпаж                                                                                 | 52 особи | 52 особи |
| Розміри                                                                                | | |
| Довжина найбільша (по КВЛ)                                                             | 79,9 м | 79,9 м |
| Ширина корпусу найб.                                                                   | 7 м | 7 м |
| Середня осадка (по КВЛ)                                                                | 4 м | 4 м |
| Водотоннажність надводна                                                               | 1038,3 т | 1038,3 т |
| Силова установка                                                                       | | |
| Дизель-електрична: 2 × дизельних двигуни 42БМ6 2 × електродвигуни ПГ84/50+84/50 дизелі | | |
| Гвинти                                                                                 | 2 | 2 |
| Потужність                                                                             | 2 х 1100 к. с. (дизельні двигуни) 2 х 650 к. с. (електродвигун) | 2 х 1100 к. с. (дизельні двигуни) 2 х 650 к. с. (електродвигун) |
| Озброєння                                                                              | | |
| Артилерія                                                                              | 1 × 102-мм гармата Б-2 | 1 × 102-мм гармата Б-2 |
| Торпедно- мінне озброєння                                                              | 6 × 533-мм носових торпедних апарати (16 торпед) та 20 мін типу ПЛТ | 6 × 533-мм носових торпедних апарати (16 торпед) та 20 мін типу ПЛТ |
| ППО                                                                                    | 1 × 45-мм напівавтоматична універсальна гармата 21-К | 1 × 45-мм напівавтоматична універсальна гармата 21-К |
| Електроніка                                                                            | «Дракон-129», «Меркурий-12» | «Дракон-129», «Меркурий-12» |

Л-11 «Свердловець» (рос. Л-11 «Свердловец») — радянський військовий корабель, дизель-електричний підводний мінний загороджувач серії XI (II-біс) типу «Ленінець» Військово-морського флоту СРСР за часів Другої світової війни. Закладений 10 червня 1934 року під заводським номером 284 на заводі № 198 у Миколаєві. У вигляді окремих секцій був перевезений до Комсомольська-на-Амурі, де на заводі № 199 його зібрали. 4 грудня 1936 року спущений на воду. 5 листопада 1938 року корабель увійшов до складу ВМФ СРСР.

## Історія служби
9 серпня 1945 року, на момент радянського вторгнення до Японії й Маньчжурії, Л-11 перебував у складі 5-го дивізіону 1-ї бригади ПЧ ТОФ. У ході радянсько-японської війни здійснив один бойовий похід.
18 серпня підводний човен, узявши на борт 61 бійця, 45-мм гармату і 2500 снарядів до неї, спільно з підводним човном Л-18 вийшов з Владивостока із завданням висадки розвідувальної десантної групи в Маока (Холмськ, південний Сахалін). Враховуючи те, що до 14:00 20 серпня порт Маока був уже захоплений радянським десантом 113-ї стрілецької бригади і зведеного загону моряків, слід вважати, що висадка передбачалася в іншому місці. Очевидно, радянське командування готувало велику десантну операцію на півночі Хоккайдо, і на субмаринах знаходилася перша хвиля, або десант, що відволікає.
Після війни човен продовжив службу у складі Тихоокеанського флоту. 10 червня 1949 року Л-11 перейменували на Б-11. 20 лютого 1959 року корабель виведений із бойового складу флоту та роззброєний, згодом розібраний на брухт.